# Prats de Servent
Els Prats de Servent és un paratge de prats escalonats en desús del terme municipal de Conca de Dalt, a l'antic terme de Toralla i Serradell, al Pallars Jussà, en territori que havia estat del poble de Rivert.
Estan situats a llevant de Rivert, al vessant sud-est de la Serra del Cavall, al sud-oest de la Masia de Vilanova. Passa a llevant dels Prats de Servent la Carretera de Salàs de Pallars a Vilanova.